# Dorcadion grande
Dorcadion grande är en skalbaggsart som beskrevs av Jakovlev 1906. Dorcadion grande ingår i släktet Dorcadion och familjen långhorningar.
Artens utbredningsområde är Kazakstan. Inga underarter finns listade i Catalogue of Life.